# شبح نص الليل (فلم)
شبح نص الليل فيلم مصري تم إنتاجه عام 1947، من تأليف محمد كامل حسن المحامي وعبد الفتاح حسن إخراج عبد الفتاح حسن و بطولة روحية خالد وحسن عبد الوهاب.

## قصة الفيلم
حين يتقدم ضابط المباحث لابنة عمه الثري يرفضه عمه ثم نكتشف أن الحالة المادية لهذا الثري تسوء ولذا يقرر أن يزوج ابنته لرجل ثري حتى ولو كان يكبرها بسنوات ليست بقليلة، يطوى ابن العم حبه على قلبه، وتستسلم الابنة لمصير اختاره أبوها المفلس، بالفعل تتزوج من هذا الثري العجوز إلا أن ابنه لا يرضى عن هذه الزيجة ويضمر حقدًا لأبيه وزوجته معًا . يحدث أن ينتاب الزج العجوز المرض ويصبح لصيقًا بالفراش، هنا يستغل الابن هذه الفرصة ليضرب عصفورين بحجر واحد فيتنكر في أزياء الشبح ويتسلل إلى حجرة أبيه ثم يحمله ليلقي بوالده المريض من النافذة فيموت، يحقق ابن عم الزوجة في مقتل الزوج العجوز، حيث تُتهم في مقتله الزوجة بدافع الاستفادة من أمواله، يتكرر ظهور الشبح أكثر من مرة ويعمل على كشف سره لابن العم ويقبض على الابن القاتل . يعود الحب بين ضابط المباحث وابنة عمه بعد أن زالت كل العقبات من طريقهما .

## فريق العمل
إخراج: عبد الفتاح حسن
تأليف:
- محمد كامل حسن المحامي
- عبد الفتاح حسن

إنتاج: ستوديو مصر
طاقم العمل:
- روحية خالد
- حسن عبد الوهاب
- سراج منير
- محمود السباع
- عبد العزيز أحمد
- زينات صدقي
- منسي فهمي
- صوفي ديمتري
- محمد كامل

## روابط خارجية
- مقالات تستعمل روابط فنية بلا صلة مع ويكي بيانات